# Does This Look Infected?
Does This Look Infected? treći album je kanadskog punk rock sastava Sum 41. Objavljen je 2002. godine.

## Popis pjesama
1. "The Hell Song" – 3:21
2. "Over My Head (Better Off Dead)" – 2:31
3. "My Direction" – 2:04
4. "Still Waiting" – 2:39
5. "A.N.I.C. (Anna Nicole Is a Cunt)" – 0:39
6. "No Brains" – 2:48
7. "All Messed Up" – 2:46
8. "Mr. Amsterdam" – 2:59
9. "Thanks For Nothing" – 3:06
10. "Hyper-Insomnia-Para-Condrioid" – 2:35
11. "Billy Spleen" – 2:32
12. "Hooch" – 3:29
13. "Reign In Pain" – 2:55
14. "WWVII Parts 1 & 2" – 5:10